# أرسينيو نونيز
أرسينيو نونيز (30 أغسطس 1989 في البرتغال - ) هو لاعب كرة قدم برتغالي في مركز الجناح لعب سابقاً مع نادي الفيحاء.

## وصلات خارجية
- أرسينيو نونيز على موقع قاعدة بيانات كرة القدم.إي يو (الإنجليزية)
- أرسينيو نونيز على موقع Soccerway.com (الإنجليزية)
- أرسينيو نونيز على موقع AS.com (الإسبانية)